# Qom
Qom er en by i det nordlige Iran, med et indbyggertal på 	1.201.158 (2016). Byen er hovedstad i Qom-provinsen, og ligger 156 kilometer sydvest for landets hovedstad Teheran.